# Egretta dimorpha
Egretta dimorpha és una espècie d'ocell de la família dels ardèids (Ardeidae) que sovint és considerada una subespècie d'Egretta garzetta. A diverses llengües rep el nom de martinet dimòrfic (anglès: dimorphic egret. francès: aigrette dimorphe). Habita la costa, aiguamolls i manglars de Madagascar, Aldabra, les illes Comores, Tanzània i el sud-est de Kenya, amb les illes de Mafia i Pemba. Antany també a Seychelles.